# Barbora Blahutová
Barbora Blahutová (* 1. května 1941 Mezimostí nad Nežárkou) je česká sochařka a restaurátorka.

## Život
Barbora Blahutová se narodila roku 1941 v mlýně Krkavec v Mezimostí (nyní součást Veselí nad Lužnicí) a od roku 1945 žila s rodiči v Litoměřicích, kde v letech 1955–1959 absolvovala Střední pedagogickou školu se zaměřením na výtvarnou výchovu. V té době docházela do ateliéru Stanislava Hanzíka, kde se učila modelovat portrét. Do roku 1961 pracovala jako učitelka na venkovských školách v okolí Českých Budějovic. Roku 1961 se s rodiči přestěhovala do Prahy a docházela na večerní kursy sochařství. V letech 1963–1969 studovala sochařství na Akademii výtvarných umění v Praze v ateliéru Karla Hladíka. V letech 1967–1968 pobývala na studijnímu pobytu na Accademia di Belle Arti di Brera v Miláně ve škole prof. Marino Marini, jehož asistentem byl Alik Cavaliere. Studia AVU dokončila diplomovou prací roku 1969 v ateliéru Jiřího Bradáčka, ale po srpnové okupaci už nedostala povolení pokračovat ve studiu v Itálii.
Roku 1970 se seznámila se svým životním partnerem, sochařem Františkem Svátkem a oba spolu roku 1974 emigrovali do Německa, kde získali azyl. V následujícím roce získali roční stipendium ke studiu na „Istituto Superiore per la Conservazione ed il Restauro“ v Římě. Po jeho dokončení pracovali jako restaurátoři v římském Národním Muzeu. V letech 1975–1984 žila Blahutová a Svátek v Düsseldorfu. Roku 1977 se jim narodila dcera Francesca, roku 1979 dcera Alessandra, které později obě vystudovaly výtvarné obory. Roku 1983 získali německé občanství.
Roku 1984 krátce pobývali v Rupperswil ve Švýcarsku a poté žili v letech 1984–1999 v Merate poblíž Milana. Od 90. let se vraceli do Čech a roku 1996 si koupili v Jižních Čechách ve Vlastiboři hospodářskou usedlost, kterou přestavěli na ateliér. Od roku 2000 se natrvalo usadili v Čechách.
Barbora Blahutová je členkou Spolku sochařů České republiky.

## Dílo
Blahutovou silně ovlivnil pobyt v ateliéru Marina Mariniho a jeho důraz na potlačení detailů a abstrahování tvarů. Sochařské dílo začala vnímat jako svobodnou transkripci zvoleného tématu do syntetického tvaru, za použití co nejjednodušších prostředků a běžných materiálů. Její tvorba má silný ekologický podtext a obsahuje kritiku současného konzumerismu. Proto při výběru materiálu pro díla záměrně volí přírodní či použité objekty. Za svého pobytu v Itálii vytvořila soubor sádrových soch s motivy lahví, vajíček, polštářů a figur a asambláže s tématem krajin a moře z kamínků. Jedním z klíčových děl z tohoto období je reliéfní diptych Figura-negativ/pozitiv (1967) vyřezaný z překližky. Ve stejné době vytvořila sérii reliéfních objektů z papírových obalů na vajíčka a sádrových odlitků vajíček.
Atmosféra italských měst ji inspirovala k sérii kompozic, kde uvnitř vymezeného pravoúhlého prostoru zastupujícího okno umístila předměty kontrastující svým nepravidelným (Polštáře, 1973) nebo oblým tvarem (Lahvičky, 1969). Asambláže z konce 80. let, sestavené z kuchyňského náčiní a pojmenované Ženská traumata, reflektují vnitřní dilema sochařky a matky. Později tvořila také minimalistické asambláže z nalezených přírodnin, kterými potvrzuje svůj hluboký vztah k přírodě (Hnízdo, 2009, Vzdušné víry, 2016).
Její monochromatická bílá díla ze sádry navozují pocit jemnosti a zranitelnosti a využívají schopnost materiálu vytvořit dokonale hladký povrch i jemné okraje. Při práci s kameny naopak využívá kolorování ke zvýraznění původní barevnosti nebo struktury a původní tvar dotváří modelací nebo reliéfními zásahy. Do sochařských děl integruje i nalezené předměty (mince, kovové figurky, ptačí hnízdo) a uplatňuje jejich symbolický obsah.
Ve své pozdější tvorbě se Blahutová věnovala také technice koláže a asambláže, ve které kromě papíru využívá lepenku, dřevo, tkaninu nebo vysušené listy. Používáním obyčejných materiálů a zjednodušením výtvarného projevu navazuje Blahutová na myšlenkový odkaz italského výtvarného hnutí Arte povera z konce 60. let. Tvoří přitom většinou nevelká komorní díla, ve kterých je křehkost a ženská citlivost provázená zvláštní poetičností a jemným smyslem pro humor.

### Realizace

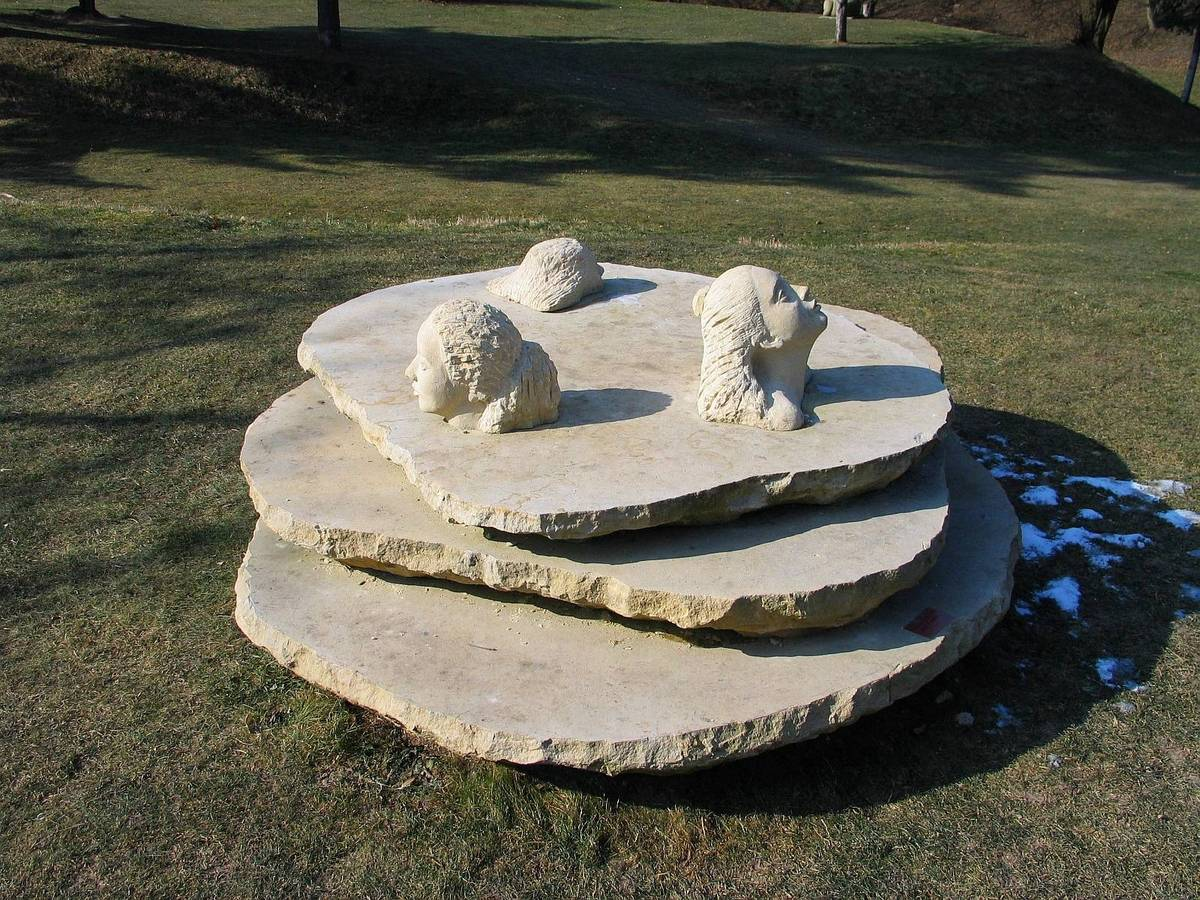
Kamenná plastika Víly v tůňce, Praha-Lysolaje, 2017

- 2017 Víly v tůňce (pískovec), Lysolaje[16]

### Výstavy (výběr)

#### Autorské (s F. Svátkem)
- 2004 Barbora Blahutová, Jaroslava Pešicová, František Svátek: Obrazy, grafika, plastiky, Městská galerie Art Club, Týn nad Vltavou
- 2007 František Svátek: Kinetické vodní skulptury, Barbora Blahutová: Koláže, Galerie města Plzně
- 2007 Barbora Blahutová, František Svátek: Kolážové a vodní objekty, Galerie Jiřího Jílka, Šumperk
- 2009 Barbora Blahutová, František Svátek, Francesca Svatek, Alessandra Svatek: Plastika, obrazy, grafika, Městská galerie, Týn nad Vltavou
- 2010 Barbora Blahutová, Objekty a koláže, Galerie Millennium, Praha[17]
- 2018 František Svátek: Hydrokinetické skulptury, Barbora Blahutová: Koláže, plastiky, Prácheňské muzeum v Písku[18]
- 2021 Barbora Blahutová, František Svátek: Proměnlivá rovnováha, Husitské muzeum v Táboře
- 2021 Barbora Blahutová – Co zbylo, Galerie Millennium, Praha
- 2022 Barbora Blahutová: Dům a socha / House and sculpture, host / guest František Svátek, Museum Kampa - Nadace Jana a Medy Mládkových, Praha

#### Kolektivní
- 1969 2. pražský salón obrazů, soch a grafik, Dům U Hybernů, Praha
- 1970 Výstava mladých ´70, Mánes, Praha
- 1992 Arte contemporanea ceca e slovacca 1950–1992, Palazzo del Broletto, Novara
- 2003 Vltavotýnské výtvarné dvorky 2003, Městská galerie Art Club, Týn nad Vltavou
- 2005 Vltavotýnské výtvarné dvorky 2005, Městská galerie Art Club, Týn nad Vltavou
- 2006 Vltavotýnské výtvarné dvorky 2006, Městská galerie Art Club, Týn nad Vltavou
- 2007 Vltavotýnské výtvarné dvorky 2007, Městská galerie, Týn nad Vltavou
- 2008 Vltavotýnské výtvarné dvorky 2008, Městská galerie, Týn nad Vltavou
- 2009 Vltavotýnské výtvarné dvorky 2009, Městská galerie, Týn nad Vltavou
- 2010 Vltavotýnské výtvarné dvorky 2010, Městská galerie, Týn nad Vltavou
- 2010 Bláznivý barevný svět, Galerie Millennium, Praha
- 2011 Vltavotýnské výtvarné dvorky 2011, Městská galerie, Týn nad Vltavou
- 2012 Nad povrchem, Akademie věd České republiky, Praha
- 2012 Sdružení pražských malířů a hosté, Zámecká galerie, Kladno
- 2012 Euroart 2012 Sdružení sochařů, Čech, Moravy a Slezska, Zámek Klášterec nad Ohří
- 2013 Vltavotýnské výtvarné dvorky 2013, Městská galerie, Týn nad Vltavou
- 2013 Salon 2013 věnovaný sochaři Josefu Vajcemu, Staroměstská radnice, Praha
- 2013 Tušení rovnováhy, Galerie U Bílého jednorožce, Klatovy
- 2014 Sdružení pražských malířů a Sdružení sochařů Čech, Moravy a Slezska, Galerie Deset (Galerie 10), Praha
- 2014 Art Safari 27, Bubec o.p.s. (Sochařské studio Bubec), Praha
- 2014 Vltavotýnské výtvarné dvorky 2014, XX.jubilejní ročník, Městská galerie, Týn nad Vltavou
- 2015 Soutěž tří portrétů: Václav Havel, Antonín Holý, Jan Kaplický, Akademie věd České republiky, Praha, Oblastní galerie Vysočiny v Jihlavě, Městské muzeum a galerie, Hořice
- 2015 Mysterium, Sbor českých bratří, Mladá Boleslav
- 2016 Spolek pražských výtvarných umělců, Spolek sochařů české republiky, Galerie Chodovská tvrz, Praha
- 2017 X a X let pod sluncem, Městská galerie, Týn nad Vltavou
- 2017 Intersalon – Continuatio Quadrati, 21. ročník Mezinárodní přehlídky současného výtvarného umění, Galerie Mariánská, České Budějovice
- 2018 Intersalon AJV 2018: 22. ročník mezinárodní přehlídky současného výtvarného umění, Galerie Mariánská, České Budějovice
- 2019 Sochaři v Poděbradech, Galerie Ludvíka Kuby, Poděbrady
- 2020 Česká a slovenská grafika 20. a 21. století, Galerie Millennium, Praha